# Augusto Theodoli
Augusto Theodoli, italijanski rimskokatoliški diakon in kardinal, * 18. september 1819, Rim, † 26. junij 1892, Rim.

## Življenjepis
7. junija 1886 je bil povzdignjen v kardinala in imenovan za kardinal-diakona S. Maria della Scala.